# Hester van Buren
Mintsje Hester Wendela (Hester) van Buren-Osinga (Sneek, 25 augustus 1965) is een Nederlands bestuurster. Namens de PvdA is zij sinds 1 juni 2022 wethouder van Amsterdam.

## Biografie
Van Buren ging van 1980 tot 1982 naar de mavo en van 1984 tot 1986 naar de havo in Sneek. Tussentijds is zij van 1982 tot 1983 met een studiebeurs als uitwisselingsstudent naar de Colegio Aleman Humboldt in Guayaquil, Ecuador gegaan. Van 1986 tot 1994 studeerde zij Nederlands en Engels aan de lerarenopleiding van de Hogeschool van Amsterdam en de Universiteit van Amsterdam.
Van Buren was in 1982 attaché bij het W.K. zwemmen in Guayaquil, Ecuador en in 1983 lerares Engels bij de The Benedict School of Languages in Guayaquil, Ecuador. Van 1986 tot 1991 was zij assistent bedrijfsleider bij Restaurant Rhapsody aan het Rembrandtplein in Amsterdam. In 1991 was zij docent Nederlands, Engels en Spaans in de Bijlmerbajes in Amsterdam en de Koepelgevangenis van Haarlem.
Van Buren bekleedde tussen 1992 en 1999 diverse coördinatie- en managementfuncties bij het Wijkpost voor Ouderen Westerpark, het Sociaal Medisch Centrum Houtrak, Stichting Beheer Samenwerkingsproject Spaarndammer- en Zeeheldenbuurt en stadsdeel Westerpark. Tussen 1999 en 2010 bekleedde zij diverse management- en directiefuncties bij Algemene Woningbouw Vereniging Amsterdam en Stadgenoot. Van 2009 tot 2010 volgde zij een leergang Succesvol besturen van woningcorporaties van Sioo in samenwerking met Aedes, gericht op het ontwikkelen van betekenisvol leiderschap in woningcorporaties en de keten van Volkshuisvesting.
Van Buren was van 2010 tot 2015 lid en van 2015 tot 2022 voorzitter van de raad van bestuur van Rochdale. Vanuit die hoedanigheid was zij onder andere lid van het algemeen bestuur van Aedes. Van 2019 tot 2020 volgde zij een leergang  leergang nieuwe commissarissen en toezichthouders aan de Erasmus Universiteit Rotterdam. Zij was actief in diverse raden van toezicht en raden van advies. Op 1 juni 2022 werd zij namens de PvdA wethouder van Amsterdam en kreeg zij in haar portefeuille financiën, personeel & organisatie, coördinatie bedrijfsvoering, dienstverlening, lucht- en zeehaven (incl. Schiphol), coördinatie inkoop en afval & reiniging.
Namens de gemeente Amsterdam werd Van Buren voorzitter van het bestuur van het Centraal Nautisch Beheer Noordzeekanaalgebied, lid van de bestuurlijke regie Schiphol, lid van het college voor arbeidszaken van de VNG en lid van het bestuur van de VNG. Daarnaast werd zij op 1 augustus 2023 lid van de raad van commissarissen en van de auditcommissie van Staedion en werd zij buitengewoon ambtenaar van de burgerlijke stand (BABS).
Van Buren is gehuwd en heeft vier kinderen.